# Saint-Julien-aux-Bois
Pour les articles homonymes, voir Saint-Julien.
Saint-Julien-aux-Bois est une commune française située dans le département de la Corrèze, en région Nouvelle-Aquitaine.

## Géographie
La commune est bordée au sud par la Maronne, qui fait la limite avec le Cantal, et arrosée par son affluent le Riou Tort.

### Communes limitrophes
Les communes limitrophes sont  Auriac, Cros-de-Montvert, Darazac, Pleaux, Rilhac-Xaintrie, Saint-Cirgues-la-Loutre et Saint-Privat.

### Climat
Pour des articles plus généraux, voir Climat de la Nouvelle-Aquitaine et Climat de la Corrèze.
Historiquement, la commune est exposée à un climat montagnard.  
En 2020, Météo-France publie une typologie des climats de la France métropolitaine dans laquelle la commune est exposée à un climat de montagne et est dans la région climatique  Ouest et nord-ouest du Massif Central, caractérisée par une pluviométrie annuelle de 900 à 1 500 mm, maximale en automne et en hiver.
Pour la période 1971-2000, la température annuelle moyenne est de 10,2 °C, avec  une amplitude thermique annuelle de 15,1 °C. Le cumul annuel moyen de précipitations est de 1 238 mm, avec 13 jours de précipitations en janvier et 7,7 jours en juillet. Pour la période 1991-2020, la température moyenne annuelle observée sur la station météorologique la plus proche, située sur la commune de Saint-Privat à 3 km à vol d'oiseau, est de 10,7 °C et le cumul annuel moyen de précipitations est de 1 324,6 mm,. Pour l'avenir, les paramètres climatiques de la commune estimés pour 2050 selon différents scénarios d’émission de gaz à effet de serre sont consultables sur un site dédié publié par Météo-France en novembre 2022.

## Urbanisme

### Typologie
Au 1er janvier 2024, Saint-Julien-aux-Bois est catégorisée commune rurale à habitat très dispersé, selon la nouvelle grille communale de densité à 7 niveaux définie par l'Insee en 2022.
Elle est située hors unité urbaine et hors attraction des villes,.

### Occupation des sols
L'occupation des sols de la commune, telle qu'elle ressort de la base de données européenne d’occupation biophysique des sols Corine Land Cover (CLC), est marquée par l'importance des forêts et milieux semi-naturels (60,9 % en 2018), en diminution par rapport à 1990 (65,2 %). La répartition détaillée en 2018 est la suivante : 
forêts (58,4 %), prairies (28,2 %), zones agricoles hétérogènes (9,4 %), milieux à végétation arbustive et/ou herbacée (2,5 %), zones urbanisées (1,5 %).
L'évolution de l’occupation des sols de la commune et de ses infrastructures peut être observée sur les différentes représentations cartographiques du territoire : la carte de Cassini (XVIIIe siècle), la carte d'état-major (1820-1866) et les cartes ou photos aériennes de l'IGN pour la période actuelle (1950 à aujourd'hui).

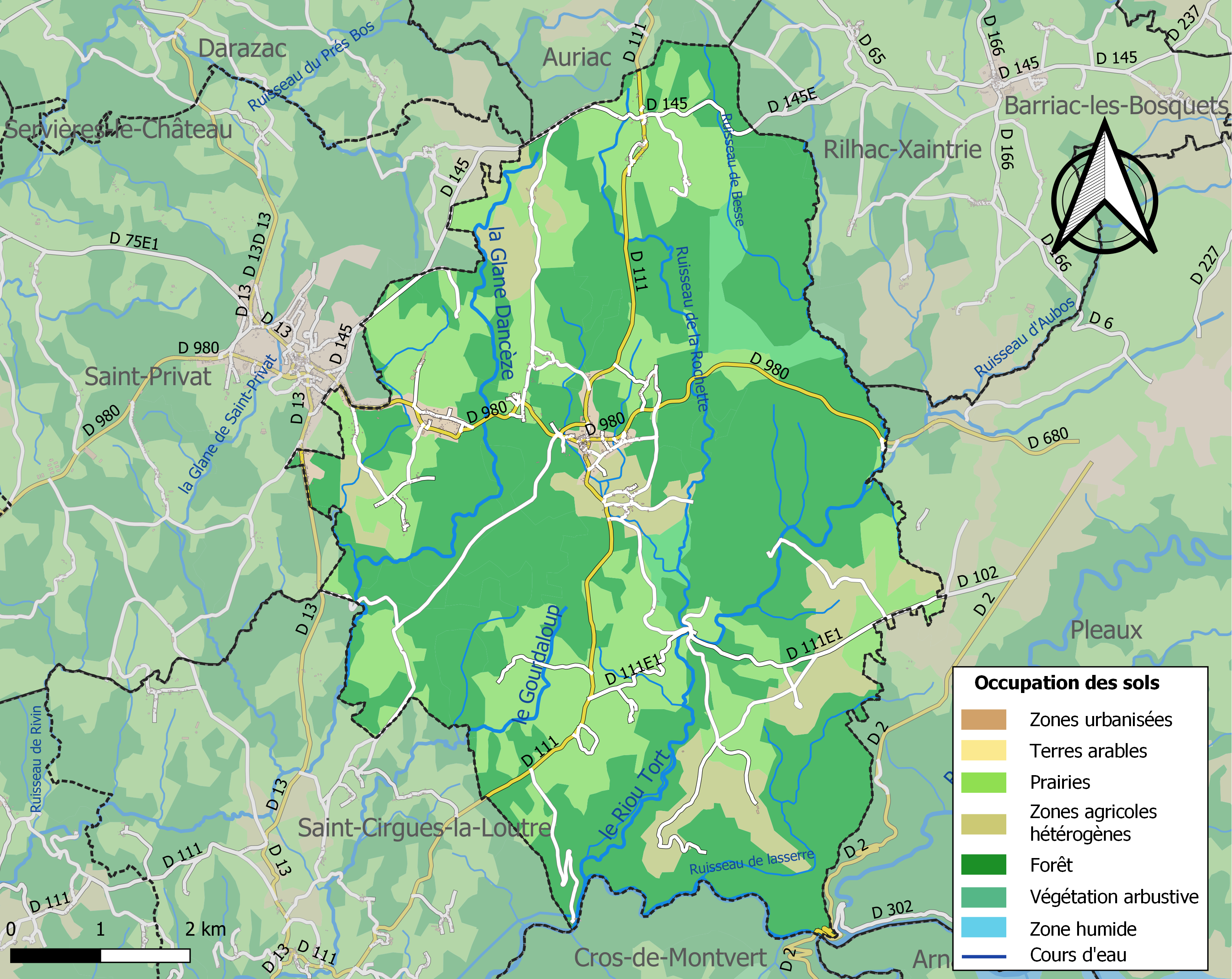
Carte des infrastructures et de l'occupation des sols de la commune en 2018 (CLC).

### Risques majeurs
Le territoire de la commune de Saint-Julien-aux-Bois est vulnérable à différents aléas naturels : météorologiques (tempête, orage, neige, grand froid, canicule ou sécheresse), feux de forêts et séisme (sismicité très faible). Il est également exposé à un risque technologique, la rupture d'un barrage, et à deux risques particuliers : le risque minier et le risque de radon. Un site publié par le BRGM permet d'évaluer simplement et rapidement les risques d'un bien localisé soit par son adresse soit par le numéro de sa parcelle.

#### Risques naturels

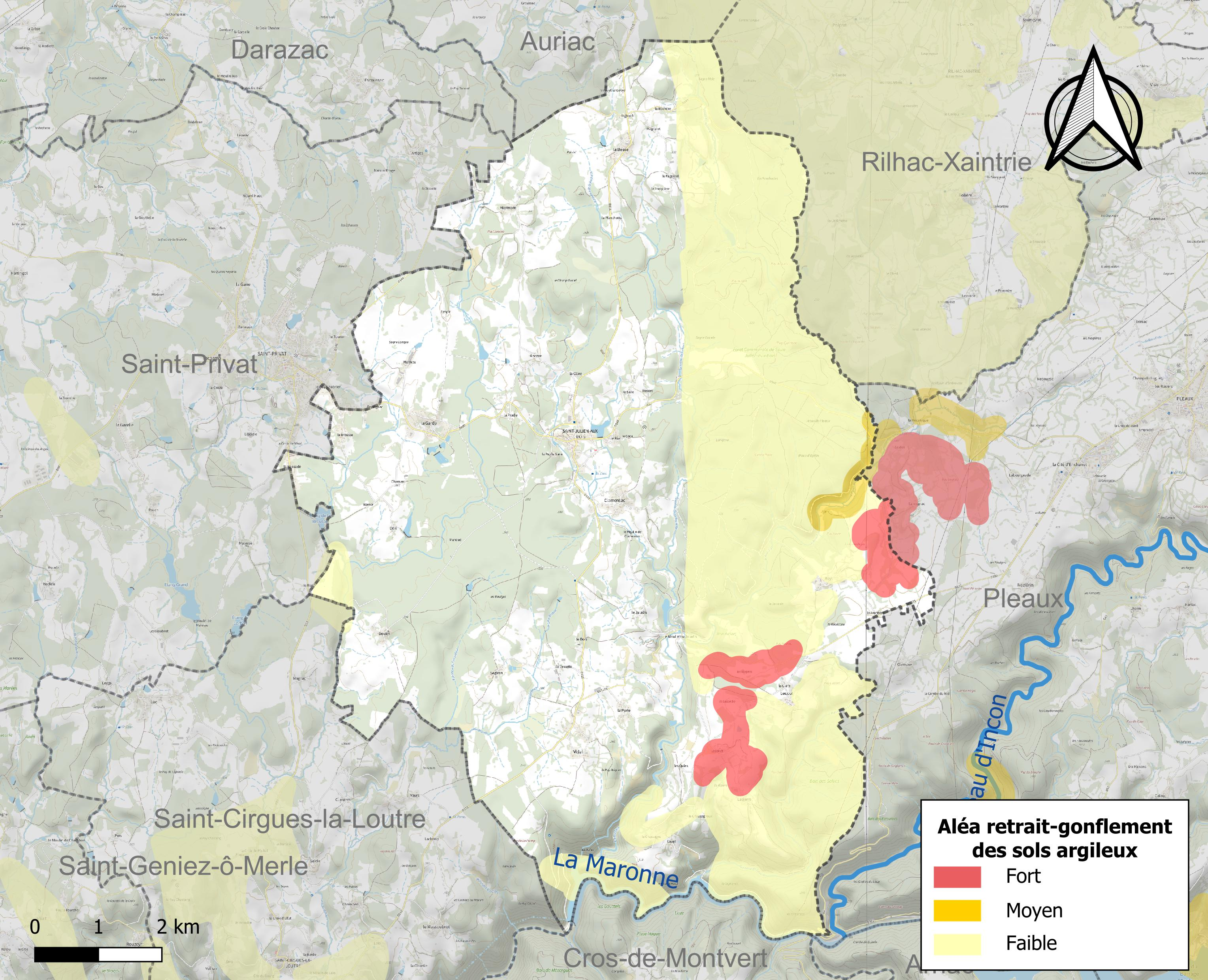
Carte des zones d'aléa retrait-gonflement des sols argileux de Saint-Julien-aux-Bois.

Le retrait-gonflement des sols argileux est susceptible d'engendrer des dommages importants aux bâtiments en cas d’alternance de périodes de sécheresse et de pluie. 3,8 % de la superficie communale est en aléa moyen ou fort (26,8 % au niveau départemental et 48,5 % au niveau national). Sur les 391 bâtiments dénombrés sur la commune en 2019, trois sont en aléa moyen ou fort, soit 1 %, à comparer aux 36 % au niveau départemental et 54 % au niveau national. Une cartographie de l'exposition du territoire national au retrait gonflement des sols argileux est disponible sur le site du BRGM,.
Concernant les feux de forêt, aucun plan de prévention des risques incendie de forêt (PPRIF) n’a été établi en Corrèze, néanmoins le code de l’urbanisme impose la prise en compte des risques dans les documents d’urbanisme. Le périmètre des servitudes d'utilité publique et des zones d'obligation légale de débroussaillement pour les particuliers est quant à lui défini pour la commune dans une carte dédiée. 
La commune a été reconnue en état de catastrophe naturelle au titre des dommages causés par les inondations et coulées de boue survenues en 1982, 1999 et 2007. Concernant les mouvements de terrains, la commune a été reconnue en état de catastrophe naturelle au titre des dommages causés par des mouvements de terrain en 1999.

#### Risques technologiques
La commune est en outre située en aval du barrage d'Enchanet, un ouvrage de classe A situé dans le Cantal et disposant d'une retenue de 92,7 millions de mètres cubes. À ce titre elle est susceptible d’être touchée par l’onde de submersion consécutive à la rupture de cet ouvrage.

#### Risques particuliers
La commune est  concernée par le risque minier, principalement lié à l’évolution des cavités souterraines laissées à l’abandon et sans entretien après l’exploitation de mines. 
Dans plusieurs parties du territoire national, le radon, accumulé dans certains logements ou autres locaux, peut constituer une source significative d’exposition de la population aux rayonnements ionisants. Certaines communes du département sont concernées par le risque radon à un niveau plus ou moins élevé. Selon la classification de 2018, la commune de Saint-Julien-aux-Bois est classée en zone 3, à savoir zone à potentiel radon significatif. 

## Histoire

### Toponymie
Saint Julien est au XIIe siècle une vicairie civile, dans laquelle est situé son village de Chabrel. Son nom lui vient de la châtellenie d’Alboy qui lui a donné jusqu’avant la révolution le nom de Saint-Julien d’Alboy, transformé en Saint-Julien au boy, puis aujourd’hui Saint-Julien-aux-Bois.
Sous la Révolution française, pour suivre un décret de la Convention, la commune change de nom pour Julien-Quinsat.

## Politique et administration
| Période    | Période   | Identité           | Étiquette | Qualité  |
| ---------- | --------- | ------------------ | --------- | -------- |
| avant 1981 | ?         | Raymond Lapleau    |           |          |
| mars 2001  | mars 2008 | Nicole Barbail     |           |          |
| mars 2008  | juin 2020 | Francis Hourtoulle |           | Retraité |
| juin 2020  | En cours  | Martine Lavergne   |           | Retraité |

## Démographie
L'évolution du nombre d'habitants est connue à travers les recensements de la population effectués dans la commune depuis 1793. Pour les communes de moins de 10 000 habitants, une enquête de recensement portant sur toute la population est réalisée tous les cinq ans, les populations de référence des années intermédiaires étant quant à elles estimées par interpolation ou extrapolation. Pour la commune, le premier recensement exhaustif entrant dans le cadre du nouveau dispositif a été réalisé en 2005.

En 2022, la commune comptait 435 habitants, en évolution de −6,65 % par rapport à 2016 (Corrèze : −0,59 %, France hors Mayotte : +2,11 %).
| 1793  | 1800  | 1806  | 1821  | 1831  | 1836  | 1841  | 1846  | 1851  |
| ----- | ----- | ----- | ----- | ----- | ----- | ----- | ----- | ----- |
| 1 289 | 1 077 | 1 214 | 1 813 | 1 606 | 1 588 | 1 471 | 1 460 | 1 535 |

| 1856  | 1861  | 1866  | 1872  | 1876  | 1881  | 1886  | 1891  | 1896  |
| ----- | ----- | ----- | ----- | ----- | ----- | ----- | ----- | ----- |
| 1 470 | 1 376 | 1 377 | 1 281 | 1 303 | 1 246 | 1 307 | 1 254 | 1 156 |

| 1901  | 1906  | 1911  | 1921 | 1926 | 1931 | 1936 | 1946 | 1954 |
| ----- | ----- | ----- | ---- | ---- | ---- | ---- | ---- | ---- |
| 1 304 | 1 182 | 1 071 | 960  | 909  | 854  | 888  | 916  | 790  |

| 1962 | 1968 | 1975 | 1982 | 1990 | 1999 | 2005 | 2006 | 2010 |
| ---- | ---- | ---- | ---- | ---- | ---- | ---- | ---- | ---- |
| 798  | 764  | 697  | 627  | 584  | 501  | 490  | 481  | 492  |

| 2015 | 2020 | 2022 | - | - | - | - | - | - |
| ---- | ---- | ---- | - | - | - | - | - | - |
| 466  | 445  | 435  | - | - | - | - | - | - |

## Lieux et monuments
- Église Saint-Julien-de-Brioude de Saint-Julien-aux-Bois
- Ruines du château d'Alboy

## Personnalités liées à la commune
- Jean-Augustin Pénières (1766-1821), député de la Corrèze à six reprises, maire de la ville sous la Révolution et l'Empire.

## Héraldique
| Blason de Saint-Julien-aux-Bois | Blason  | De gueules au chevron d'or accompagné de deux croisettes de même, une en chef, l'autre en pointe. |
| Blason de Saint-Julien-aux-Bois | Détails | Le statut officiel du blason reste à déterminer.                                                  |

## Sources
- Abbé Poulbrière - Dictionnaire historique et archéologique des paroisses du diocèse de Tulle
- Archives Départementales de la Corrèze
- Archives Nationales